# Cratere Gringauz
Gringauz  è un cratere sulla superficie di Marte.